# Ulica Gdańska w Wałbrzychu
Ulica Gdańska (inna nazwa Pasaż Gdański) – jedna z najstarszych ulic w Wałbrzychu, położona w centrum miasta i łącząca Plac Magistracki z Rynkiem oraz ulicą Rycerską.
Dawniej ulica była ciągiem komunikacyjnym, poruszały się po niej tramwaje i samochody. Zabudowa ulicy to głównie trzypiętrowe kamienice, znajdują się tutaj liczne sklepy i bary.
W 2013 roku ulica Gdańska przeszła gruntowny remont i zamknięto ją dla ruchu samochodowego. Powstał miejski deptak zwany Pasażem Gdańskim. Pierwotnie projekt rewitalizacji przewidywał zadaszenie ulicy, lecz nie został zaakceptowany przez mieszkańców, więc władze miasta wycofały się z tego pomysłu.

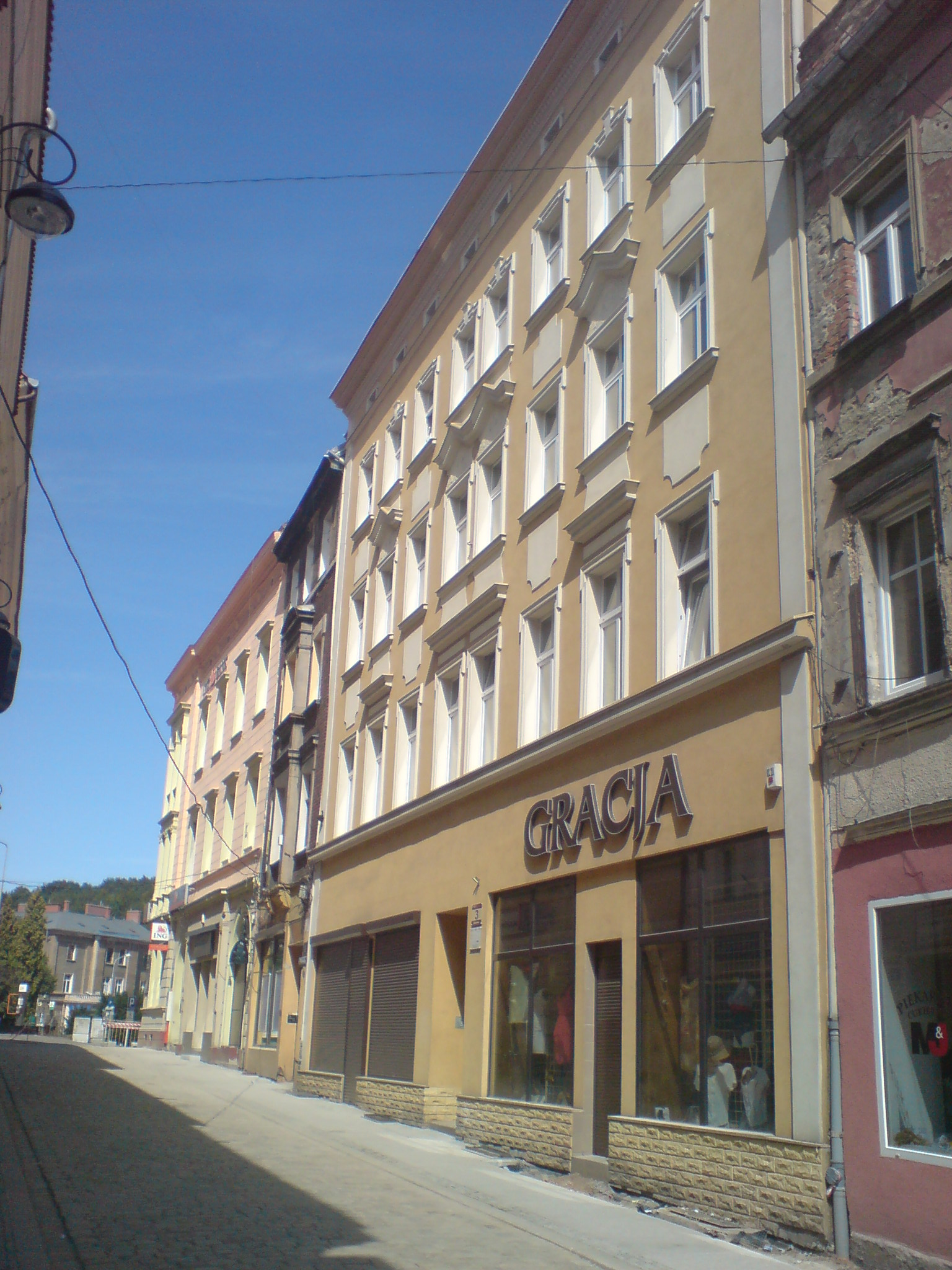
Ulica Gdańska 3
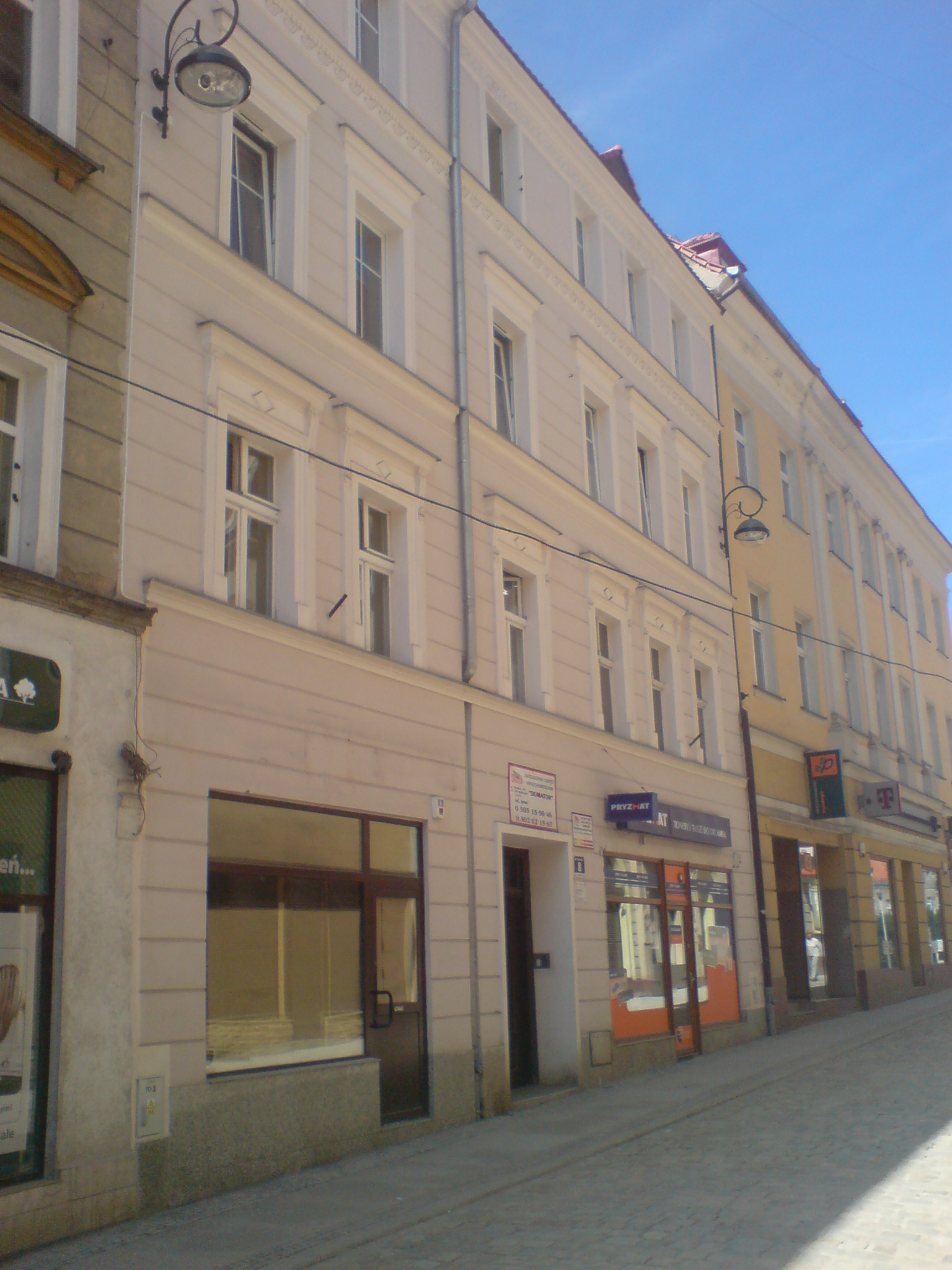
Ulica Gdańska 8
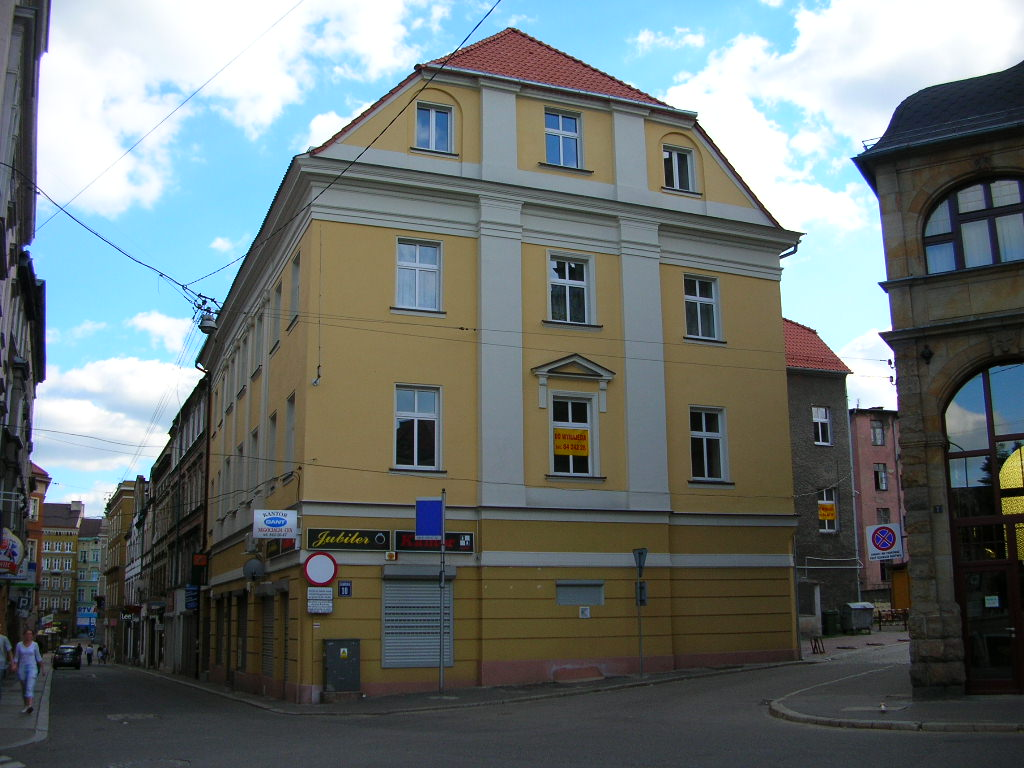
Ulica Gdańska 10